# Maria Uhden

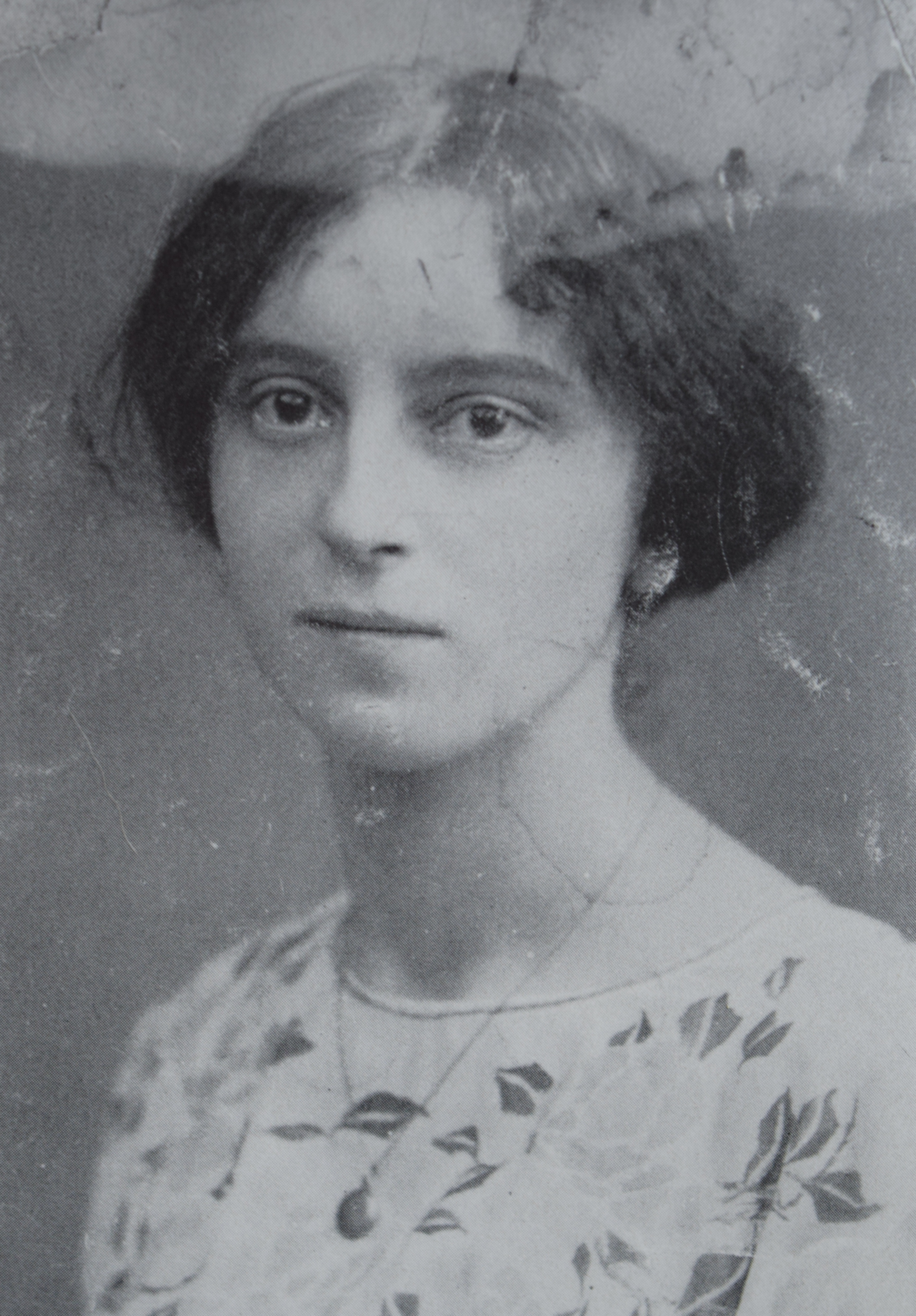
Maria Uhden, um 1915

Maria Uhden (* 6. März 1892 in Coburg; † 14. August 1918 in München) war eine Malerin und Grafikerin der deutschen Avantgarde.

## Familie

„Schweinehirten“ (1917), Holzschnitt, 20 cm × 23,5 cm

Maria Uhden entstammte dem alten Kaufmanns-, Staatsbediensteten- und Pastorengeschlecht Uhden, ursprünglich beheimatet in Gardelegen in der Altmark. Sie war die älteste Tochter des Architekten und gothaischen Baurats Conrad Uhden (1856–1943) von der Domäne Sorge bei Crossen an der Oder und der Marie Forkel aus Coburg (* 1868), Tochter des Justizrats Emil Forkel und der Henriette Frommann. Ihre Geschwister waren:
- Werner Uhden (1893–1949), Leutnant a. D., Dipl.-Ing.
- Hedwig Uhden (1895–1946), Krankenschwester
- Elisabeth Uhden (1897–1918)
- Erna Uhden (1898–1975)

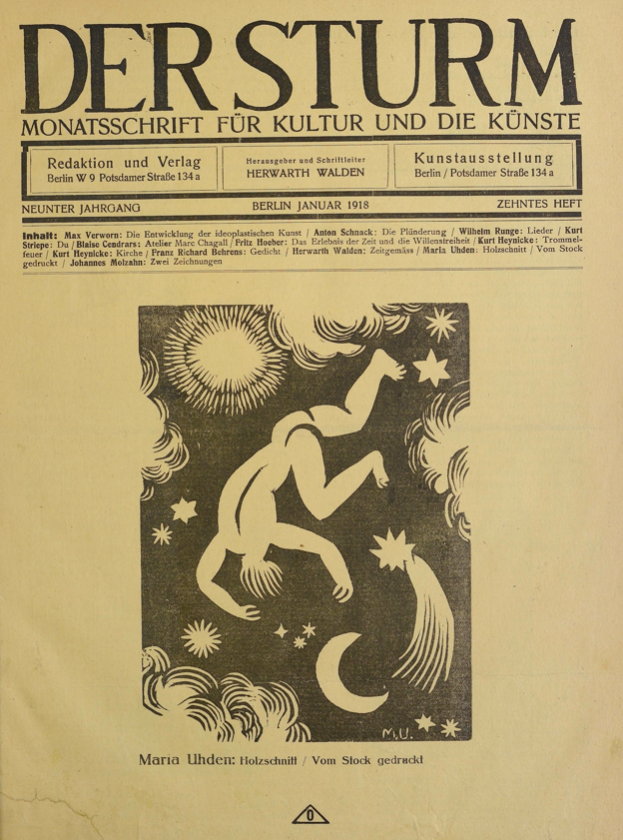
Maria Uhden, Titelbild für „Der Sturm“, 1918

Sie heiratete im väterlichen Haus in Gotha am 15. Mai 1917 Georg Schrimpf (1889–1938), Professor und Kunstmaler, Sohn des Kaufmanns Franz Xaver Schrimpf und der Henriette Dorothea Schorre. Das einzige Kind des Ehepaars war der Sohn Markus Schrimpf.

## Kindheit und Schule
Uhden wuchs als Älteste von fünf Geschwistern in der Residenzstadt Coburg bei ihren Eltern in bürgerlichen Verhältnissen auf. Die Wohnung befand sich im Haus Mohrenstraße 13. Der Vater hatte bis 1885 in Dresden Architektur studiert und war im Jahr 1890 als Architekt und Lehrer registriert. Als Maria 8 Jahre alt war, zog die Familie in das Städtchen Waltershausen, wohin der Vater als Bauinspektor versetzt worden war.
Wegen der Beförderung des Vaters zum herzoglichen Baurat in der Residenzstadt Gotha (im Jahr 1910) zog die Familie erneut um. Im Haus Waltershäuser Straße 9 bezog sie die zweite Etage eines neu erbauten dreigeschossigen Etagenwohnhauses. Wieder musste Maria ihre Freunde zurücklassen und neue gewinnen.
„Das war eine große Veränderung für uns. Aus der idyllischen Kleinstadt in die Großstadt zu kommen … In diesen Jahren in Gotha war auch Mizi (Maria), unsere älteste Schwester … noch zu Hause. Sie war die intelligenteste von uns allen, glaube ich, und hatte eine unglaubliche Phantasie. Wir vier Schwestern wohnten in dem großen Zimmer neben der Treppe und konnten da sehr gemütlich uns einrichten.“

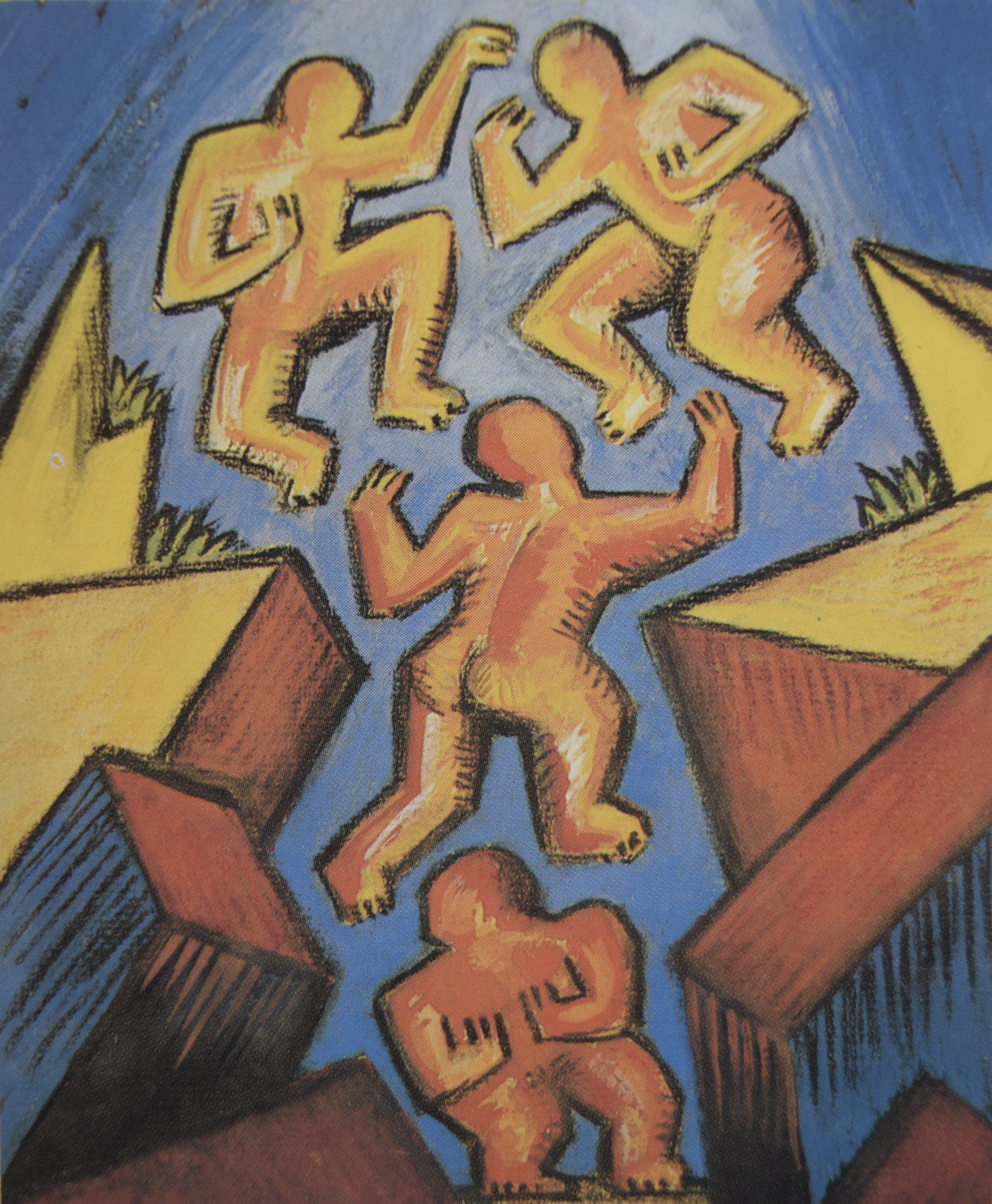
Maria Uhden, „Tanz“, 1915, Kunstmuseum Bern

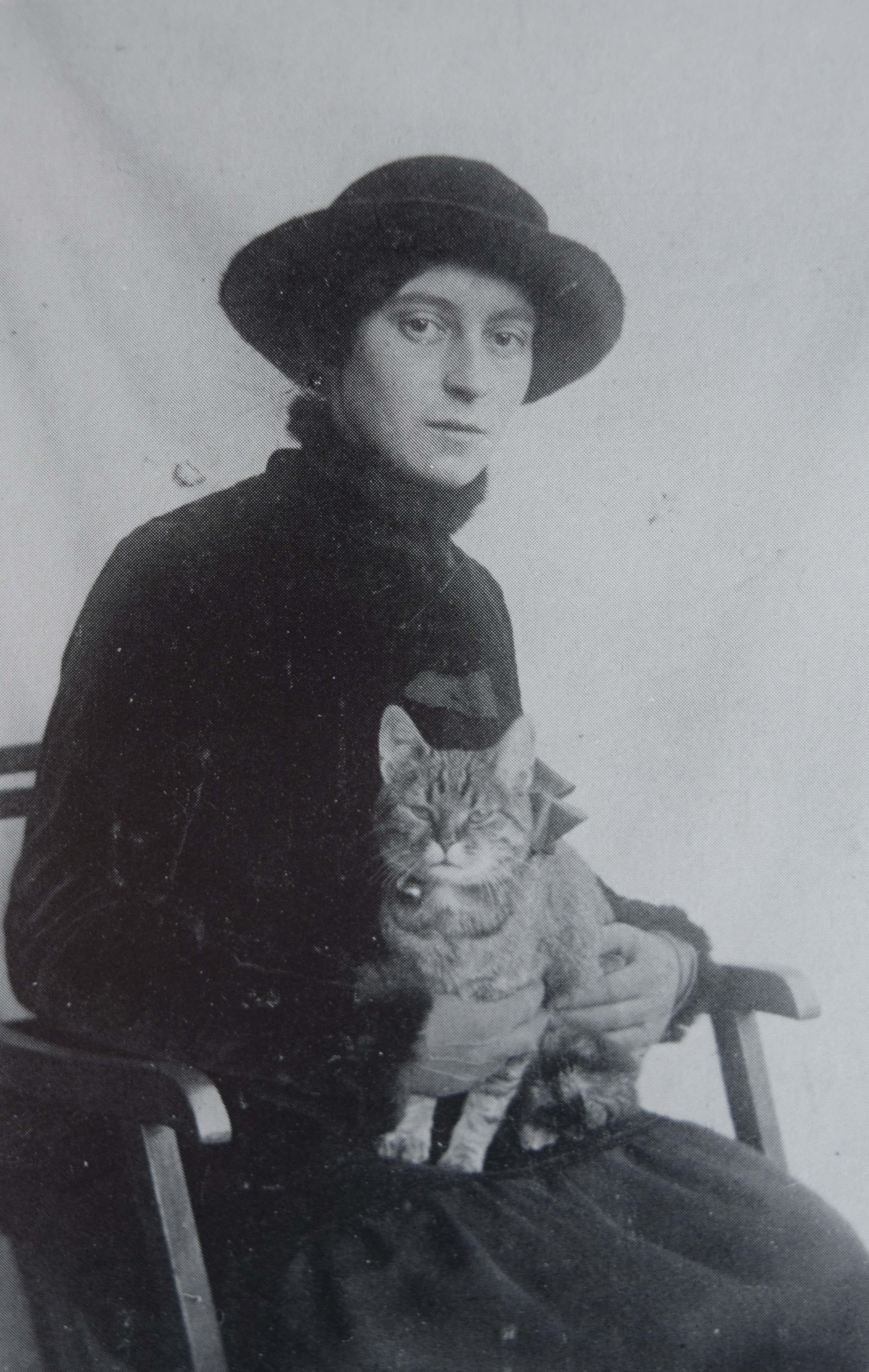
Maria Uhden, ca. 1917

Uhden befreundete sich mit der zwei Jahre älteren Hannah Höch (1889–1978), die ebenfalls aus gutbürgerlichem Haus kam. Wie sie war Hannah die älteste von fünf Geschwistern und hegte den Wunsch, Kunst zu studieren – entgegen der Vorstellung ihres Vaters, Mädchen hätten zu heiraten. Mit 18 Jahren, 1911, ging Maria nach Berlin, ihre Freundin Hannah folgte 1912 nach. Dort hatten beide Kontakte zum expressionistischen Künstlerkreis Der Sturm und der von ihm herausgegebenen Zeitschrift „Der Sturm“.

## Leben
Von 1911 bis 1913 nahm Maria Uhden privaten Zeichenunterricht bei dem Architekten August Exter in München und besucht zeitweise die Kunstgewerbeschule Berlin. 1915 lernte sie den einflussreichen Publizisten und Galeristen Herwarth Walden kennen. Von seinen kritischen Ratschlägen erhielt sie stilistisch und technisch mehr Anregungen als von ihren bisherigen Lehrern. Schon im selben Jahr stellte er in Berlin in seiner Galerie „Sturm“ ihre Bilder aus und verkaufte Reproduktionen ihrer Weke als Ansichtskarten und handgestickte Kissen. In den folgenden Jahren wurden Ölgemälde und Holzschnitte Uhdens wiederholt in der Galerie Sturm ausgestellt und verkauft. In der gleichnamigen Zeitschrift wurden zahlreiche ihrer Holzschnitte abgedruckt. Auch in anderen europäischen, avantgardistischen Kunstzeitschriften wie der ungarischen MA (Zeitschrift) wurden Uhdens Werke publiziert. Des Weiteren war Maria Uhden in dem Mappenwerk „Die Schaffenden“, herausgegeben von Paul Westheim, vertreten.
Im „Sturm“ sah 1915 der Maler Georg Schrimpf zum ersten Mal ihre Holzschnitte und Aquarelle. Er erinnerte sich 1920: „Ich war darüber sehr erfreut wie über keine anderen Bilder und sagte mir: ‚Das ist der beste Mensch, an diesen glaube ich.‘“ Ein Jahr später lernten sie sich kennen. Sie heirateten am 16. Mai 1917. Am 22. Juni 1918 brachte sie in München ihren Sohn Markus zur Welt. An den Folgen der Geburt starb sie.
Aus Verehrung für Franz Marc und Marc Chagall, die sie mit ihrem Mann teilte, sollte das Kind Jean Marc heißen, aber der Standesbeamte bestand auf Johannes Markus, da französische Vornamen zu dieser Kriegszeit nicht erwünscht waren.

## Werk
Der Einfluss von Franz Marc und Marc Chagall ist in Maria Uhdens Werk unverkennbar. Sie erzählt in ihren Bildern nächtliche Geschichten von Frauen, Pferden, Stieren, Schweinen, von Menschen, die aus dem Sternenhimmel stürzen. In einem Brief an ihren Mann schreibt sie Anfang 1917: „Es macht, finde ich, das Leben so schön, wenn man das Wesen von allen Dingen miterlebt, denn alles hat seine Seele: Blumen, Tiere, Wolken, Berge, Städte, Häuser, die dümmsten Dinge, ein Stein, ein Pinsel, ein Stück Papier, eben alles!“ Diese Lebenshaltung hat ihr ganzes Schaffen bestimmt und darin Ausdruck erhalten. So beschrieb der Schriftsteller Oskar Maria Graf die Wirkung ihrer Malerei auf den Beschauer: „Eine ungeheure Sanftmut und Erdschwere strömt aus den Körpern von Mensch und Tier.“
Maria Uhden arbeitete zunächst in kleinen Formaten: Aquarelle, Gouachen, Holzschnitte. Erst spät ging sie auf großformatige Ölbilder über. Uhdens Druckgrafische Werke weist dabei die Besonderheit bezüglich der Auflage auf. In Zeitschrift wie „der Sturm“ oder „Ma“wurden Uhdens Holzschnitte tausendfach gedruckt und publiziert, signierte Arbeiten sind jedoch vergleichsweise selten. Ein Teil des späteren druckgrafischen Werkes ist kurz nach Uhdens Tod von ihrem Mann Georg Schrimpf gedruckt worden und durch den Zusatz: „Maria Uhden signiert Schimpf“ gegenzeichnet. Es ist davon auszugehen, dass es pro Sujet, unabhängig ob von Uhden oder Schrimpf signiert, nur zwischen 25 und 35 Exemplare abgezogen wurden. Einzige Ausnahme stellt das Blatt „Zigeuner“ dar, welches 1918 in der 3. Mappe in „Die Schaffenden“ mit einer Auflage von 125 Exemplaren aufgelegt wurde. Oft sind die Exemplare betitelt, dennoch sind die Erscheinungsbilder stark unterschiedlich. Manche signierten Sujet erhalten dabei eine konkrete Nummerierung, der Großteil hingegen nicht. Alle signierten Exemplare gelten dennoch als Originale.
Die Nazis beschlagnahmten und zerstörten 1937 in der Aktion „Entartete Kunst“ aus dem Schlesischen Museum der Bildenden Künste Breslau, dem Museum für Kunst und Heimatgeschichte Erfurt, dem Städelschen Kunstinstitut und Städtische Galerie Frankfurt am Main, den Kunstsammlungen der Universität Göttingen und dem Staatlichen Museum Saarbrücken Werke Maria Uhdens. Ein Großteil ihres malerischen Werks gilt als verschollen.

## Werke

### 1937 als „entartet“ nachweislich aus öffentlichen Sammlungen beschlagnahmte und vernichtete Werke
- Bärenführer (ovales Tafelbild, 1917, WV Hofmann/Präger 1917-5)[5]
- Der Einsiedler (Lithografie, 1917, WV Hofmann/Präger 1918-1)[6]
- Ruhende Zigeuner (Holzschnitt, 1918, WV Hofmann/Präger 1918-7; Blatt 30 der beschlagnahmten Zeitschrift Die Schaffenden, Jg. I, Mappe 3, 1919)[7]

### Weitere Werke (Auswahl)
| - 1912: Klatschmohn - 1912: Rosenstrauß auf Tisch - 1912: Drei Rosen - 1912: Asternstrauß - 1913: Schloß Rheinsberg - 1914: Altstadtstraße - 1915: Bildnis des Vaters - 1915: Rosen - 1915: Zirkus - 1915: Sechs Frauen und Kind | - 1916: Tanz - 1916: Neun Akte - 1917: Frau auf dem Stier - 1917: Ruhende - 1917: Landschaft mit Kamel - 1917: Schweinehirten - 1917: Kuh und Frau mit Kind - 1917: Himmel - 1917: Brennende Stadt - 1917: Reiter | - 1918: Rastende Zigeuner - 1918: Fischer - 1918: Gaukler - 1918: Akrobaten - 1918: Frau am Wasser - 1918: Elefant und Frau am Wasser - 1918: Rastendes Paar - 1918: Spazierfahrt - 1918: Brennendes Haus |  |

### Galerie
|  |  |  |  |  |  |  |

## Museen

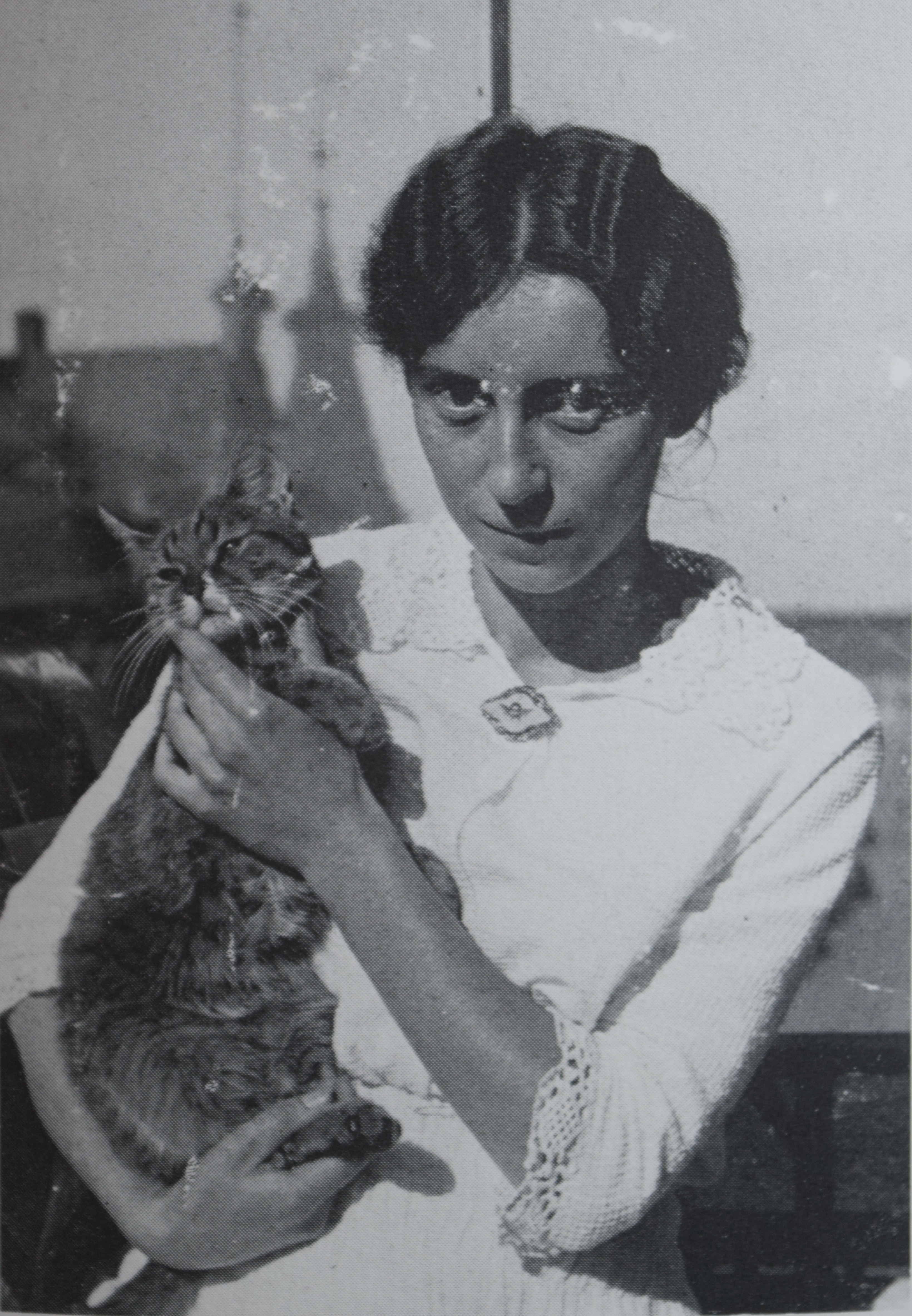
Maria Uhden, ca. 1916

Die frühe Diffamierung Maria Uhdens durch die Nazis führte zu der Vernichtung und Aussonderung ihrer Werke aus deutschen Museen. Daher finden sich heutzutage Uhdens Werke vorrangig in ausländischen Museen. Herwarth Walden gehörte zu den frühsten Sammlern Maria Uhdens und konnte durch den engen Kontakt zu dieser eine umfangreiche Sammlung an Ölgemälden und Aquarellen aufbauen. Die Sammlung überschrieb Walden 1919 seiner Frau Nell Walden, die 1933 in die Schweiz übersiedelte und so einen Teil des malerischen Werkes vor den Nationalsozialisten rettem konnte, welcher sich heute zu Teilen im Kunstmuseum Basel befindet. Die Sturmgalerie vertrieb Uhdens Werke bis weit in die 1920er Jahre hinein in Berlin. 1922 erwarb die amerikanische Kunstsammlerin und Mäzenin Katherine Dreier eine große Anzahl an druckgrafischen Werk für ihre private Sammlung, wodurch Uhden stärker in Amerika vertreten wurde und in den Fokus dortiger Museen rückte. Teile der Sammlung Dreier werden heute in US-amerikanischen Museen, wie der Yale University Art Gallery aufbewahrt. Die größte Sammlung an Holzschnitten befindet sich im Museum of Modern Art.
- Los Angeles County Museum of Art, Los Angeles[8]
- Metropolitan Museum of Art, New York
- Museum of Modern Art, New York[9]
- Fine Arts Museums of San Francisco
- Kunstmuseum Bern
- Lindenau-Museum, Altenburg
- Kunstmuseum Moritz Burg, Halle
- Yale University Art Gallery, New Heaven[10]
- Museum August Macke Haus, Bonn
- Staatsgalerie Stuttgart, Graphische Sammlung, Stuttgart
- National Gallery of Art[11], Washington aus der Sammlung Ruth Cole Kainen

## Ausstellungen (Auswahl)
- 1915: Sturm Ausstellung, Berlin
- 1916: Sturm Ausstellung, Berlin
- 1917: Sturm Ausstellung, Berlin
- 1918: Sturm Ausstellung, Berlin

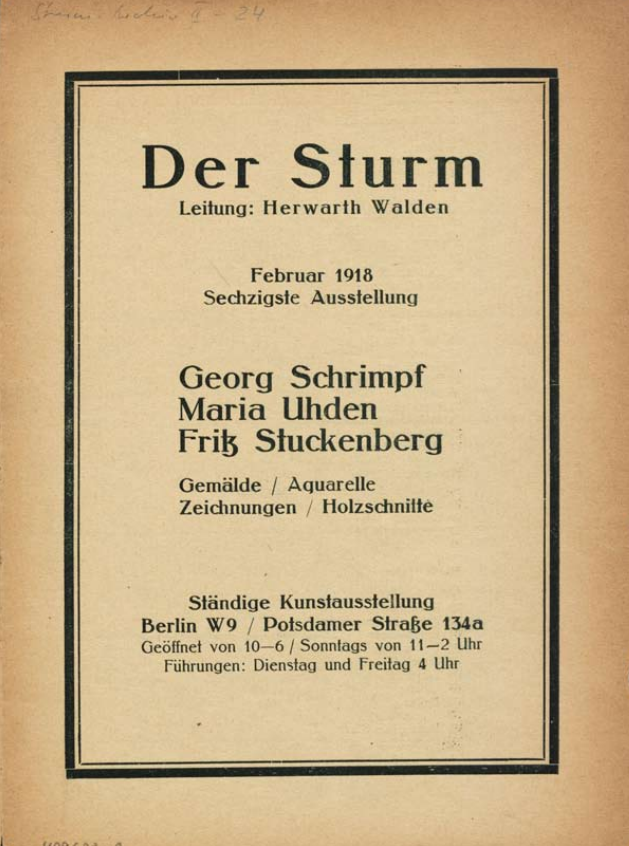
Der Sturm Sechzigste Ausstellung, Berlin Februar 1918

- 1918: „Die Neue Kunst“, 46. Ausstellung, Hans Goltz, München[12]
- 1918: Sturmgraphik. Rudolf Bauer, Heinrich Campendonk, Marc Chagall, Jacoba van Heemskerck, Paul Klee, Oskar Kokoschka, Georg Schimpf, Fritz Stuckenberg, Maria Uhden, William Wauer, Kunstverein Jena, Jena
- 1919: „Die Neue Kunst“, 54. Ausstellung, Hans Goltz, München[13]
- 1919: Sturm Gedächtnisausstellung, Berlin
- 1921: 100. Ausstellung, Gesamtschau des Sturms, Berlin
- 1933: „Moderne deutsche Malerei aus Privatbesitz“, Kunsthalle Basel
- 1946: „Sammlung des Kunstvereines, Sammlung Nell Walden“, Kunsthalle Basel
- 1985: „Georg Schrimpf und Maria Uhden. Ein Maler der Neuen Sachlichkeit / Eine Malerin des Expressionismus / Gemälde – Graphik – Dokumente“, Haus am Waldsee
- 1994: „Maria Uhden“, Mannheimer Kunstverein sowie in der Gerhard-Marcks-Stiftung
- 2003: „Menschenbilder“, Museum Penzberg
- 2012: „Der Sturm: Zentrum der Avantgarde“ Von der Heydt-Museum Wuppertal[14]
- 2014: „Wege zu Gabriele Münter und Käthe Kollwitz-Holzschnitte von Künstlerinnen des Jugendstils und des Expressionismus“, Städtisches Kunstmuseum Spendhaus, Reutlingen[15]
- 2016: „Sturm-Frauen. Künstlerinnen der Avantgarde in Berlin 1910–1932“, Schirn Kunsthalle[16]
- 2018: „Flächenbrand Expressionismus, Expressionistische Holzschnitte aus der Sammlung Joseph Hierling“, Edwin Scharff Museum, Neu-Ulm
- 2019: „Einheit in der Vielfalt“, Gluri-Suter-Huus, Wettingen
- 2019: „Clair de lune“, Kunstmuseum Bern
- 2019: „Gartenspaziergang“, August Macke Haus.
- 2022: „Wildfire Expressionism – Woodcuts from the Joseph Hierling Collection“, Stiftung Museum Schloss Moyland
- 2022: „Elf Frauen. Mappenwerke von Künstlerinnen aus der Grafischen Sammlung“, Lindenau-Museum[17]
- 2023: „Magyar Modern: Ungarische Kunst in Berlin 1910–1933“ Berlinische Galerie, Berlin
- 2024: „Anekdoten des Schicksals“ (28.07.23-07.01.24) Kunstmuseum Bern, Bern

## Ehrungen
- 2000 wurde in Gotha eine Straße als Maria-Uhden-Weg benannt.